# Geitoneura kanunda
Geitoneura kanunda är en fjärilsart som beskrevs av Tindale 1949. Geitoneura kanunda ingår i släktet Geitoneura och familjen praktfjärilar. Inga underarter finns listade i Catalogue of Life.